# Люсі Стоун
Люсі Стоун (13 серпня 1818, Вест-Брукфілд — 18 жовтня 1893, Бостон) — американська ораторка, аболіціоністка та суфражистка, борчиня за права жінок. У 1847 року Люсі Стоун стала першою жінкою з штату Массачусетс, яка отримала ступінь у коледжі. Вона виступала за права жінок та проти рабства, коли жінок відстороняли від громадських справ і не дозволяли публічних виступів. 
Організаційна діяльність Стоун у справах за права жінок принесла відчутні зміни у політичному середовищі 19 століття. Стоун виступила перед низкою законодавчих органів, щоб ті прийняли закони, що дають більше прав жінкам.
Стоун багато писала про широкий спектр прав жінок, публікуючи та розповсюджуючи свої виступи від себе та інших. У багаторічному і впливовому «Жіночому журналі» (Women`s journal), що виходив щотижня, Стоун висловлювала як власні, так і чужі погляди на права жінок. Елізабет Кейді Стентон писала, що «Люсі Стоун була першою людиною, від якої серце американської громадськості було глибоко вражене жіночим питанням». Люсі Стоун разом із Сьюзен Ентоні, Елізабет Кеді Стентон у ХІХ столітті називали «тріумвіратом» жіночого виборчого права та фемінізму.

## Ранні роки
Люсі Стоун народилася 13 серпня 1818 року на фермі своєї родини у Койс-Гілл, Вест-Брукфілд, штат Массачусетс. Вона була восьмою з дев'ятьох дітей Ганни Метьюс та Френсіса Стоуна. Зростала з трьома братами та трьома сестрами, двоє братів і сестер померли ще перед її народженням. Ще однією членкинею сім'ї була Сара Барр, «тітка Саллі» для дітей — сестра Френсіса Стоуна, яку покинув чоловік.
Стоун згадувала, що «в нашій родині була лише одна воля, і це був мій батько». Ганна Стоун мала скромний дохід, продаючи яйця та сир, але позбавляла себе будь-якого контролю над цими грошима, іноді відмовляла в грошах на придбання речей, які Френсіс вважав тривіальними. Вважаючи, що вона має право на власний заробіток, Ганна іноді крала монети з його гаманця або таємно продавала сир. У дитинстві Люсі обурювалась випадками того, як несправедливо батько керував грошима родини. Але згодом вона усвідомила, що винні звичаї, і несправедливість лише продемонструвала «необхідність виправити звичаїв, якщо вони повинні керувати».
Із прикладів своєї матері, тітки Саллі та сусідки, якою знехтував її чоловік і залишив знедоленою, Стоун рано дізналася, що жінки залежать від доброї волі своїх чоловіків. Натрапивши на біблійний уривок «і твоє бажання буде до твого чоловіка, і він буде панувати над тобою», вона була збентежена тим, що здавалося божественною санкцією підкорення жінок, але потім зрозуміла, що заборона стосується лише дружин. Вирішивши «не називати жодного чоловіка моїм господарем», Стоун прагнула зберегти контроль над власним життям, ніколи не одружуватись, здобути вищу освіту і заробляти для себе.

## Оберлін
У серпні 1843 року, як тільки їй виповнилося 25, Стоун поїхала спершу поїздом, а потім пароплавом і екіпажем до Оберлінського коледжу в Огайо — першого в країні коледжу, де могли навчатися і жінки, і афроамериканці. Вона вступила до коледжу з переконанням, що жінки повинні голосувати і обіймати політичні посади, вивчати класичні професії, мати можливість висловлювати свою думку на публічному просторі. Колегія Оберліна не поділяла цих настроїв.
На третьому курсі в Оберліні Стоун подружилась з Антуанеттою Браун, аболіціоністкою та суфражисткою, яка приїхала до Оберліна 1845 року, щоб вивчитися на посаду міністра. Стоун і Браун урешті одружуються з братами один одної і таким чином, стають родичками.

### Публічні виступи
У лютому 1846 року Стоун наголосила Еббі Келлі Фостер, що вона думає стати публічною спікеркою, але наступного літа буря суперечок щодо виступу Фостер в Оберліні вирішила питання про неї. Протистояння факультету Фостер розпалювало бурхливе обговорення прав жінок серед студентства, особливо про право жінки на публічні виступи, яке Стоун енергійно захищала у спільній зустрічі чоловічих та жіночих літературних товариств. Вона очолила демонстрацію в кампусі, виголосивши свою першу публічну промову під час святкування Дня визволення рабів з Вест-Індії в Оберліні 1 серпня. 
Восени 1846 року Стоун повідомила родину про намір стати викладачкою з прав жінок. Її брати були одразу підтримали її, а батько закликав її робити те, що вона вважала своїм обов'язком. Однак мати та єдина сестра благали її переглянути своє рішення. На побоювання матері, що її будуть зневажати, Стоун відповіла, що знає про це і що її будуть навіть ненавидіти, але вона повинна «дотримуватися того курсу дій, який, на мій погляд, найкраще сприятиме найвищому благу у світі».
Тоді Стоун спробувала набути практичного досвіду публічних виступів. Хоча жінки-студентки могли виступати у своєму літературному товаристві, для них вважалось недоцільним брати участь в усних дебатах з чоловіками. Студентки класу риторики, як очікувалося, мали навчатися, спостерігаючи за однокласниками-чоловіками. Тож Стоун та студентка першого курсу Антуанетта Браун, яка також хотіла розвивати навички публічних виступів, організували жіночий дискусійний клуб поза містом. Дебати привернули широку студентську аудиторію, а також увагу колегії факультету, яка після цього офіційно заборонила усні заняття жінками у навчальних курсах. Незабаром після цього Стоун прийняла виклик колишнього редактора повітової газети на публічну дискусію про права жінок і перемогла його. Потім вона подала петицію до колегії факультету, підписану більшістю членів її випускного класу, з проханням дозволити жінкам писати випускні есе, читати їх самим, як це робили чоловіки, а не давати читати їх викладачам. Коли колегія факультету відмовила і Стоун була обрана написати есе, вона відмовилася, сказавши, що не може підтримувати принцип, який заперечує жінкам «привілей бути співпрацівницями з чоловіками в будь-якій сфері, до якої їхня здатність робить їх адекватними».
25 серпня 1847 року Стоун здобула бакалаврський ступінь в Оберлінському коледжі, ставши першою випускницею коледжу в штаті Массачусетс.

## Національна конвенція про права жінок

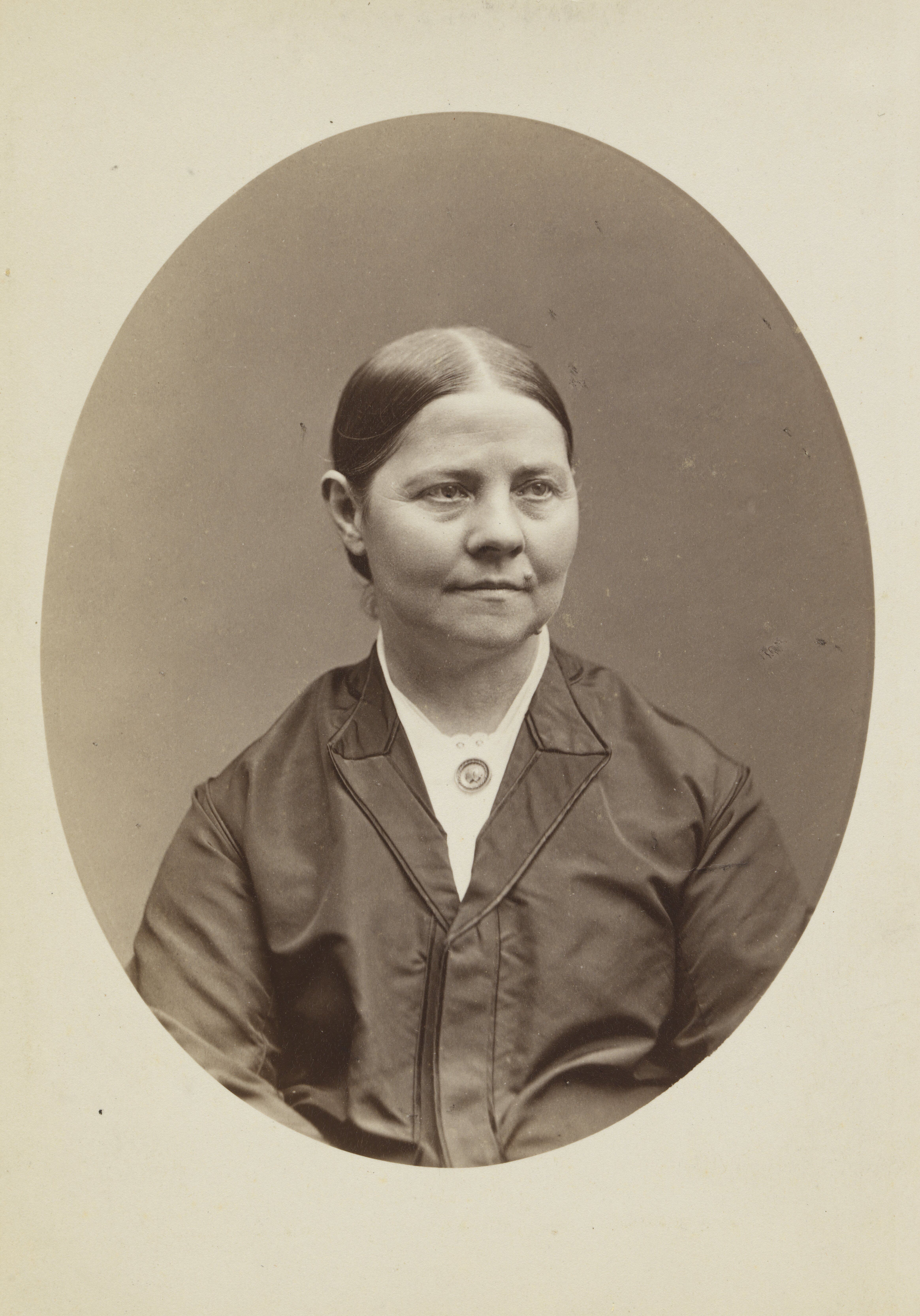
Біля 1866

У квітні 1850 року в Салемі, штат Огайо, за кілька тижнів до того, як мала відбутися державна конвенція про перегляд конституції штату Огайо, відбулася Конвенція жінок Огайо. Конвенція жінок надіслала повідомлення до конституційної конвенції з вимогою, щоб нова конституція забезпечила ті ж політичні та юридичні права для жінок, які були гарантовані чоловікам. Деякі з лідерів попросили Стоун та Лукрецію Мотта звернутися до конституційної конвенції від їхнього імені, але вважаючи, що такі звернення повинні надходити від жителів держави, вони відмовилися.
Конвенції про права жінок до того часу були організовані на регіональній чи державній основі. Під час щорічної конвенції Американського товариства проти рабства у Бостоні 1850 року за підтримки Гаррісона та інших скасувальників Стоун та Поліна Райт Девіс опублікували повідомлення про зустріч, щоб розглянути можливість організації конвенції про права жінок на національній основі. Зустріч відбулася в Мелодонському залі Бостона 30 травня 1850 року. Стоун представила пропозицію широкій і чуйній аудиторії та виконувала функції секретаря. Для організації з'їзду було призначено сім жінок. Девіс і Стоун було доручено вести листування, необхідне для отримання підписів на виклик та набору спікерів і присутніх.
За кілька місяців до конвенції Стоун під час подорожі Індіаною захворіла на черевний тиф і ледь не померла. Затяжна природа хвороби Стоун зробила Девіса головним організатором першої Національної конвенції про права жінок, яка відбулася 23–24 жовтня 1850 року в Брінлі Холл у Вустері, штат Массачусетс, за участю близько тисячі. Стоун змогла взяти участь у конвенції Ворчестера, але слабке здоров'я обмежило її участь, і вона не виступила з офіційним зверненням.
Конвенція вирішила не створювати формальної асоціації, а існувати як щорічна конвенція з постійним комітетом, щоб організовувати її засідання, публікувати свої матеріали та виконувати прийняті плани дій. Стоун була призначена до Центрального комітету з дев'яти жінок та дев'яти чоловіків. Наступної весни вона стала секретарем комітету і, за винятком одного року, обіймала цю посаду до 1858 року. Як секретарка, Стоун брала провідну участь в організації та встановленні порядку денного національних конвенцій протягом десятиліття.

## Родина

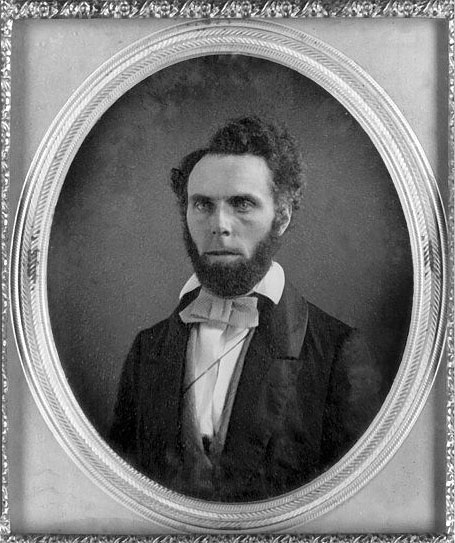
Генрі Брун Блеквелл

Генрі Блеквелл розпочав дворічне залицяння до Стоун влітку 1853 року. Стоун сказала йому, що не бажає одружуватися, оскільки не хоче здавати контроль над своїм життям і не буде обіймати законну посаду, яку обіймає одружена жінка. Блеквелл стверджував, що, незважаючи на закон, пари можуть створити шлюб рівноправного партнерства, керований взаємною згодою. Вони також могли вжити заходів для захисту дружини від несправедливих законів, таких як передача її активів у руки довіреної особи. Він також вважав, що шлюб дозволить кожному партнеру досягти більше, ніж він міг самотужки, і щоб показати, як він може допомогти просунути роботу Стоун, він організував їй дуже успішне західне лекційне турне 1853 року. Протягом вісімнадцятимісячного залицяння, проведеного насамперед листуванням, Стоун та Блеквелл обговорювали природу шлюбу, а також власну природу та придатність до шлюбу. Стоун поступово закохувалась і в листопаді 1854 року погодилася одружитися з Блеквеллом.
Весілля відбулося в будинку Стоун у Вест-Брукфілді, штат Массачусетс, 1 травня 1855 року, коли близький друг та колега Стоун Томас Вентворт Гіггінсон вступив у службу. Гіггінсон відправив копію Стоун та Блеквелла на протест шпигуну Вустер, і звідти він поширився по всій країні. Хоча одні коментатори розглядали це як протест проти самого шлюбу, інші погоджувались, що жодна жінка не повинна відмовлятися від свого законного існування без такого формального протесту проти деспотизму, який змусив її відмовитися від шлюбу та материнства або піддатися деградації, у якій закон розміщував одружену жінку. Це надихнуло інші пари проводити подібні акції протесту як частину весільних обрядів.
Стоун народила дочку Еліс Стоун Блеквелл 14 вересня 1857 року. Вона стала лідеркою руху виборчих прав і написала першу біографію матері Люсі Стоун: піонерка. 1859 року, поки сім'я тимчасово жила в Чикаго, у Стоун стався викидень і вона втратила сина.
Фермерський будинок, у якому народилася та одружилася Стоун, згорів дотла 1950 року, його руїни містяться в центрі власності. На момент весілля Стоун її батьки й одружений брат та його родина мешкали у двоповерховому будинку, а сімейні нащадки продовжували жити там до 1936 року. 1915 року паломництво суфражисток розмістило меморіальну табличку: «Цей будинок був батьківщиною Люсі Стоун, піонерської прихильниці рівних прав жінок. Народилася 13 серпня 1818 р. Одружена 1 травня 1855 р. Померла 18 жовтня 1893 р. У вдячній пам'яті Массачусетс суфражистки помістили цю табличку 13 серпня 1915 року». Табличка була сильно пошкоджена пожежею 1950 року, зараз зберігається в музеї історичного товариства Куабоаг. Опікуни придбали дім у 2002 році і відтоді підтримують майно.